# Висока махала
Висока махала (на македонска литературна норма: Висока Маала) е село в община Василево в Северна Македония.

## География
Селото е разположено в южните склонове на Огражден, северно от Струмица.

## История
Висока махала е чисто турско село. В „Етнография на вилаетите Адрианопол, Монастир и Салоника“, издадена в Константинопол в 1878 година и отразяваща статистиката на населението от 1873 година, Юсек Махале (Yussek-Mahalé) е посочено като село с 20 домакинства, като жителите му са 55 мюсюлмани. Според статистиката на митрополит Герасим Струмишки („Материали по географията. Струмишко“) от 1896 година Юксекъ-махле има 40 къщи, всички мухамедански. Според митрополита:
| „ | С. Юксекъ махала е расположено при политѣ на пл. Огражденъ, З½ часа на с. и. отъ града. Има около 180 души население мухамедане, които си иматъ една джамия и едно първоначално училище. Поминъкъ на населението е земледѣлие, скотовъдство и дърводѣлие. Има и много лозя. | “ |

Според статистиката на Васил Кънчов („Македония. Етнография и статистика“) от 1900 година, Юксек Махале е населявано от 185 жители турци.
Според Димитър Гаджанов в 1916 година във Високата махала живеят 186 турци, а останалите жители на селото са българи.
Според преброяването от 2002 година селото има 497 жители.
| Националност | Всичко |
| македонци    | 0      |
| албанци      | 0      |
| турци        | 495    |
| роми         | 0      |
| власи        | 0      |
| сърби        | 0      |
| бошняци      | 0      |
| други        | 2      |